# Cazedarnes
Cazedarnes é uma comuna francesa na região administrativa de Occitânia, no departamento de Hérault. Estende-se por uma área de 11,64 km². Em 2010 a comuna tinha 615 habitantes (densidade: 52,8 hab./km²).